# Five Americans
Five Americans was een Amerikaanse band van 1965 tot 1969. De muziekstijl valt in te delen als een kruising tussen garagerock en popmuziek.

## Biografie
De leden van de band leerden elkaar in 1962 kennen tijdens hun studie aan de Southeastern Oklahoma State University in Durant. Hier vormden ze onder leiding van leadzanger en gitarist Mike Rabon The Mutineers en traden ze lokaal op. 
In de zomer van 1964 besloten ze naar Dallas te gaan waar John Abdnor van het lokale platenlabel Abnak hen contracteerde. Door de Britse invasie op de Amerikaanse markt met vreemd klinkende namen als The Beatles (de kevers), besloten de bandleden de naam in 1965 te wijzigen in eenvoudigweg Five Americans.
Na een aantal flops in 1965 kwam de band met het eigen nummer I see the light dat op de 26e plaats van de Amerikaanse Billboard terechtkwam. Ook het volgende nummer, Evol not love, kwam in de top 50 terecht. De vijf daaropvolgende nummers kenden echter geen succes.
In 1967 kwamen ze met het zelfgeschreven nummer Western Union, dat hun eerste en enige echt grote hit zou worden. De single kwam op nummer 5 van de Billboard terecht en werd ook in andere landen uitgebracht. In Nederland bereikte het nummer 19 in de Top 40 en stond het nog een jaar in de Top 2000.
1967 werd het meest succesvolle jaar voor de band en ook andere singles zoals Sound of love en Zip code behaalden goede noteringen, met voor beide een 36e plaats in de Billboard. In 1968 vertrokken Norman Ezell en John Durrill en werden zij vervangen door Lenny Goldsmith en Bobby Rambo.
De naam van de band raakte in die jaren buiten de tijd en begon hen tegen te werken. Er werd geprobeerd hier nog verandering in te brengen, door een dubbel-elpee uit te brengen onder de naam Mike Rabon & The Five Americans. Het succes bleef uit en de band ging erna uit elkaar.

## NPO Radio 2 Top 2000
Van Five Americans stond alleen Western Union in 1999 in de NPO Radio 2 Top 2000, op plek 1931.